# Centenário (Tocantins)
Centenário é um município brasileiro do estado do Tocantins. Localiza-se a uma latitude 08º57'02" sul e a uma longitude 47º20'09" oeste. Sua população estimada em 2004 era de 2.264 habitantes.
Possui uma área de 1895,5 km².